# Орбита (текст-группа)

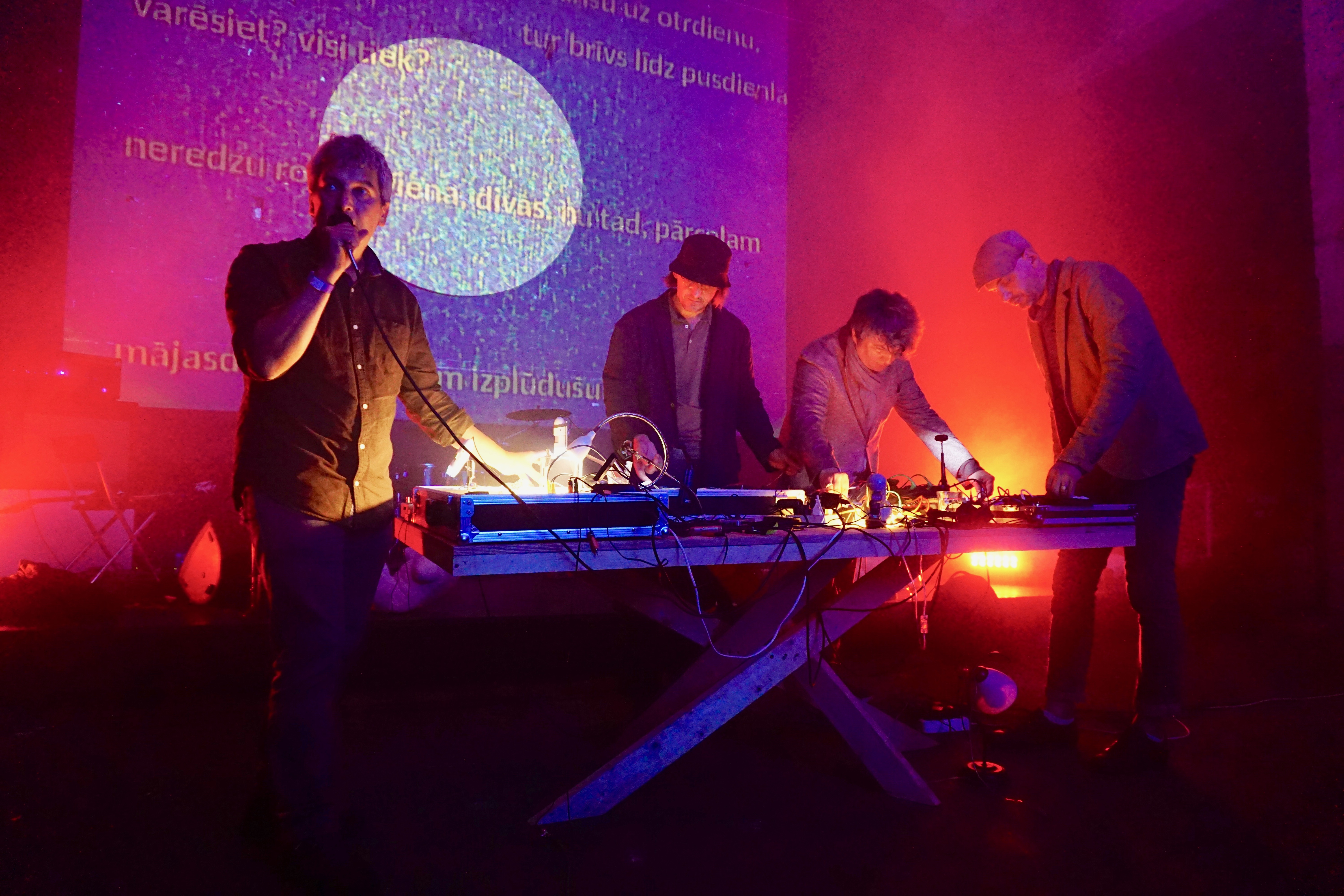
Аудиоперформанс группы «Орбита» (Рига, 2019). Слева направо: Семён Ханин, Владимир Светлов, Артур Пунте, Сергей Тимофеев

Текст-группа «Орбита» (латыш. Tekstgrupa „Orbīta”) — объединение русских поэтов Латвии, действующее с 1999 года. Ядро группы составляют пять авторов, которые её основали: Сергей Тимофеев, Александр Заполь (Семён Ханин), Артур Пунте, Жорж Уаллик и Владимир Светлов, активное участие в различных проектах «Орбиты» принимает также дизайнер Владимир Лейбгам. Первой акцией «Орбиты», согласно воспоминаниям Сергея Тимофеева, стало выступление её авторов в сентябре 1999 года перед обширной детской и взрослой аудиторией на улицах Даугавпилса.
Отличительной чертой группы является её постоянное внимание к мультимедийным проектам: от регулярных выступлений вместе с музыкантами до тщательно разработанного дизайна изданий. Особое значение имеет работа «Орбиты» в области видеопоэзии: группа несколько раз провела в Риге фестиваль поэтического видео Word in Motion, участвует в крупнейшем европейском фестивале видеопоэзии «Zebra» (Берлин) и в российском фестивале видеопоэзии «Пятая нога».
Поэты «Орбиты» известны активным творческим диалогом с латышской поэзией: они переводят с латышского, их собственные тексты публикуются и звучат в переводах на латышский. В 2013—2014 гг. в рамках программы «Рига — культурная столица Европы» у четырёх поэтов «Орбиты» вышли двуязычные русско-латышские книги в оригинальном дизайнерском решении, причём в переводе приняли участие виднейшие латышские поэты: Янис Рокпелнис, Ингмара Балоде, Карлис Вердиньш, Янис Элсбергс и другие.
По мнению критика Дмитрия Кузьмина, авторы группы «Орбита» особенно интересны тем, что «у них очень четко выстроено двойное самоопределение: они в такой же мере часть всемирной русской литературы, в какой — часть латвийской и, шире, западноевропейской культуры, на каком бы языке она ни создавалась».
В сентябре 2014 года «Орбита» отметила своё пятнадцатилетие выставкой в Национальной библиотеке Латвии.
Научным исследованием творчества группы занимается американский славист Кевин Мерсер Форсайт Платт.